# Carrascal del Obispo
Carrascal del Obispo és un municipi de la província de Salamanca a la comunitat autònoma de Castella i Lleó. Limita al Nord amb Aldehuela de la Bóveda i Villalba de los Llanos, a l'Est amb Vecinos, al Sud amb Narros de Matalayegua i Berrocal de Huebra i a l'Oest amb Sanchón de la Sagrada.

## Demografia
| 1991 | 1996 | 2001 | 2004 |
| ---- | ---- | ---- | ---- |
| 268  | 271  | 251  | 236  |